# Bred tornbagge
Bred tornbagge (Mordella holomelaena) är en skalbaggsart som beskrevs av Viktor Apfelbeck 1914. Bred tornbagge ingår i släktet Mordella, och familjen tornbaggar. Arten är reproducerande i Sverige.